# Tom Paquot
Tom Paquot (* 22. září 1999) je belgický profesionální silniční cyklista jezdící za UCI WorldTeam Intermarché–Wanty.

## Hlavní výsledky
2017
vítěz Vlaams-Brabantse Pijl Juniors
3. místo E3 Harelbeke Junioren
2019
vítěz Memorial Stanny Verlooy
Tour de Liège
vítěz 4. etapy
2. místo Grand Prix François Faber
4. místo Grand Prix des Marbriers
Národní šampionát
5. místo silniční závod do 23 let
5. místo Grand Prix Color Code
5. místo Grand Prix Albert Fautville
2020
Arden Challenge
 celkový vítěz
vítěz 1. etapy
vírěz Vresse sur Semois
vítěz Memorial Fred De Bruyne
Ronde Vlaams-Brabant
5. místo celkově
 vítěz soutěže mladých jezdců
8. místo Brusel–Zepperen
2021
3. místo Tour du Doubs
8. místo Grote Prijs Jef Scherens
10. místo Classic Grand Besançon Doubs